# 1792 en musique classique
| \| • Retour à la chronologie générale de la musique classique • \| |
| Grèce • Rome • Haut Moyen Âge • VIIIe siècle • IXe siècle • Xe siècle • XIe siècle XIIe siècle • XIIIe siècle • XIVe siècle • XVe siècle • XVIe siècle • XVIIe siècle XVIIIe siècle • XIXe siècle • XXe siècle • XXIe siècle |
| • Retour à la chronologie générale de la musique classique • |

| Années en musique classique : 1789 - 1790 - 1791 - 1792 - 1793 - 1794 - 1795    |
| Décennies en musique classique : 1760 - 1770 - 1780 - 1790 - 1800 - 1810 - 1820 |

## Événements
- 7 février : Il matrimonio segreto (Le mariage secret), opéra de Cimarosa, créé au Burgtheater de Vienne.
- Février-mars : série des concerts Salomon à Londres, au cours desquels Joseph Haydn crée ses 93e et 94e symphonies, ainsi que la symphonie concertante.
- 25 avril : Claude Joseph Rouget de Lisle écrit Le Chant de guerre pour l'armée du Rhin qui deviendra La Marseillaise.
- 16 mai : inauguration de La Fenice avec un opéra et un ballet « I giuochi di Agrigento » (Les jeux d'Agrigente) de Giovanni Paisiello.
- Octuor à vent opus 103 de Beethoven.
- Sonate en ut majeur pour piano de Johann Nepomuk Hummel.
- Cantate funèbre de Joseph Martin Kraus.
- Te Deum de Antonio Salieri.

## Naissances

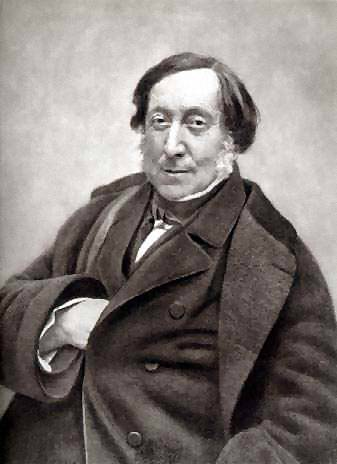
Gioachino Rossini

- 29 février : Gioachino Rossini, compositeur italien († 13 novembre 1868).
- 11 mars : Natale Abbadia, compositeur italien († 25 décembre 1861).
- 14 avril : Louis Drouet, flûtiste et compositeur français († 30 septembre 1873).
- 13 octobre : Moritz Hauptmann, compositeur allemand († 3 janvier 1868).
- 20 octobre : Anton Bernhard Fürstenau, flûtiste et compositeur allemand († 18 novembre 1852).
- 26 décembre : Franz Hünten, pianiste et compositeur allemand († 22 février 1878).

Date indéterminée
- Matteo Carcassi, guitariste, compositeur et pédagogue italien († 16 janvier 1853).

## Décès

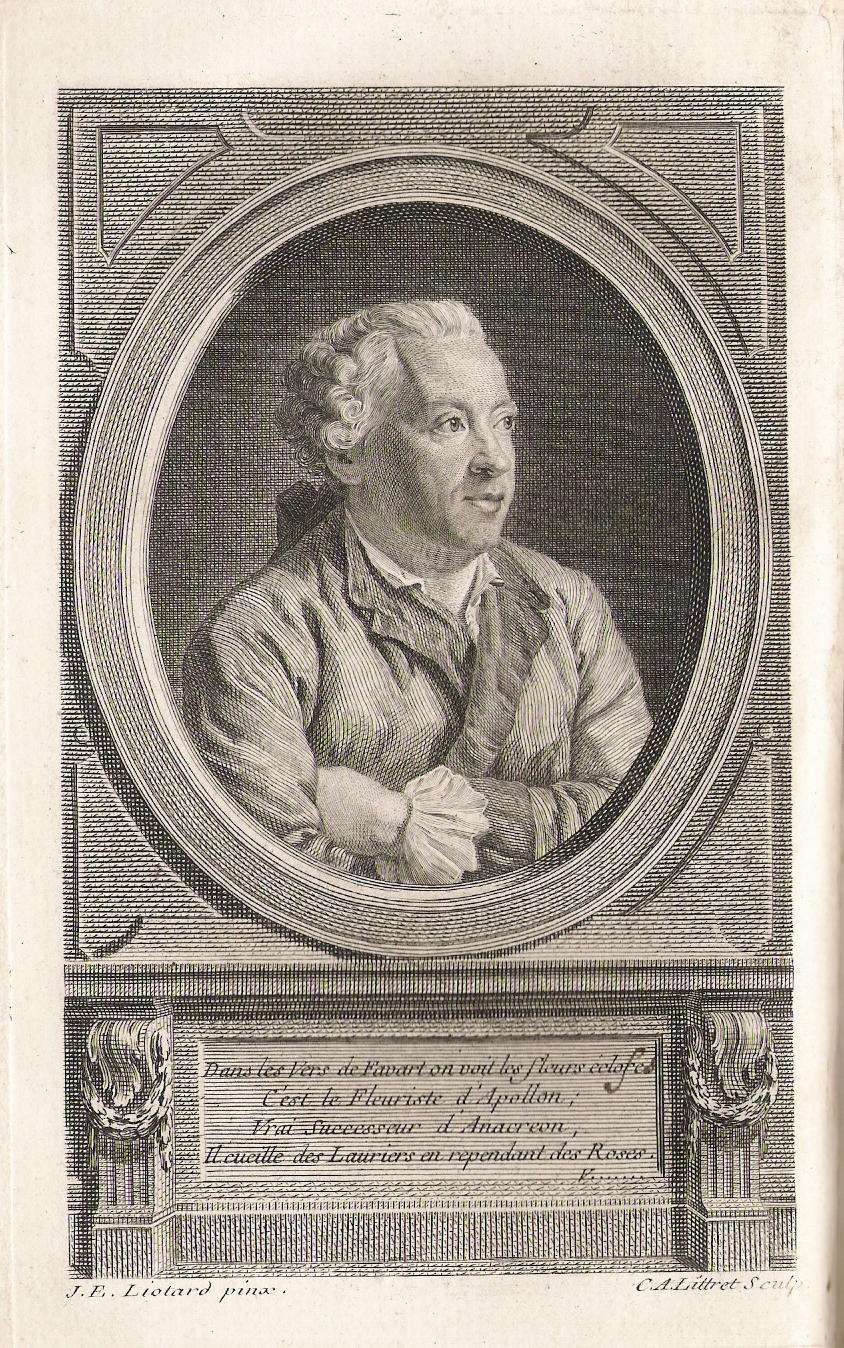
Charles-Simon Favart

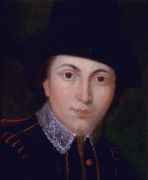
Joseph Martin Kraus

- 3 janvier : Christian Wilhelm Podbielski, compositeur et organiste prussien (° 1740).
- 10 janvier : Jean-Louis Laruette, chanteur et compositeur français (° 7 mars 1731).
- 29 février : Johann Andreas Stein, facteur allemand d'instruments à clavier (° 16 mai 1728).
- 3 mai : Carlo Zuccari, compositeur et altiste italien (° 10 novembre 1704).
- 12 mai : Charles-Simon Favart, auteur de pièces de théâtre et d'opéras-comiques français (° 13 novembre 1710).
- 18 mai : Alphonse-Marie-Denis Devismes de Saint-Alphonse, auteur dramatique et librettiste français (° 1746).
- 9 juin : Jacob Kirkman, facteur de clavecins londonien d'origine alsacienne (° 4 mars 1710).
- 30 juin : Franz Anton Rössler, compositeur tchèque (° 1750).
- 6 juillet : Giovanni Battista Casali, compositeur italien (° 1715).
- 11 septembre : Nicolas Dezède, compositeur français (° 1740).
- 11 octobre : Gaetano Guadagni, castrat italien (° 16 février 1728).
- 1er décembre : Ernst Wilhelm Wolf, maître de chapelle et compositeur allemand (° 25 février 1735).
- 15 décembre : Joseph Martin Kraus, compositeur allemand (° 20 juin 1756).
- 21 décembre : Antonio Boroni, compositeur italien (° 1738).
- 25 décembre : Michelangelo Vella, compositeur, organiste et pédagogue maltais (° 7 novembre 1710).